# Zagórzyce (gromada)
Zagórzyce (w 1959 r. Zagórzyca) – dawna gromada, czyli najmniejsza jednostka podziału terytorialnego Polskiej Rzeczypospolitej Ludowej w latach 1954–1972.
Gromady, z gromadzkimi radami narodowymi (GRN) jako organami władzy najniższego stopnia na wsi, funkcjonowały od reformy reorganizującej administrację wiejską przeprowadzonej jesienią 1954 do momentu ich zniesienia z dniem 1 stycznia 1973, tym samym wypierając organizację gminną w latach 1954–1972.
Gromadę Zagórzyce z siedzibą GRN w Zagórzycach (w obecnym brzmieniu Zagórzyca) utworzono – jako jedną z 8759 gromad na obszarze Polski – w powiecie słupskim w woj. koszalińskim na mocy uchwały nr 43/54 WRN w Koszalinie z dnia 5 października 1954. W skład jednostki weszły obszary dotychczasowych gromad Zagórzyce, Karzniczka, Mianowice, Sąborze, Paprzyce i Zagórzyczki ze zniesionej gminy Stara Dąbrowa oraz obszar dotychczasowej gromady Wielogłowy ze zniesionej gminy Ryczewo w tymże powiecie. Dla gromady ustalono 12 członków gromadzkiej rady narodowej.
Gromadę zniesiono 31 grudnia 1959, a jej obszar włączono do gromady Damnica w tymże powiecie.